# Mietshäuser Gartenstraße 12/14 (Radebeul)
Die Mietshäuser Gartenstraße 12 und 14 stehen im Ursprungsstadtteil Alt-Radebeul der sächsischen Stadt Radebeul. Die beiden Wohnhäuser gleichen Typs wurden durch das Bauunternehmen von Heinrich Hörnig und Hermann Barth (Hörnig&Barth) als Bauende und Ausführende errichtet. Diese reichten im Oktober 1899 für beide Gebäude das Baugesuch ein; im September 1900 erfolgte die Baurevision für die Nr. 12 (51° 5′ 52,9″ N, 13° 40′ 39,7″ O) und im Januar 1901 für die Nr. 14 (51° 5′ 52,5″ N, 13° 40′ 40,7″ O). Beide Gebäude stehen unter Denkmalschutz, sie sind laut Denkmalliste als „stadtentwicklungsgeschichtlich bedeutend“ eingestuft.

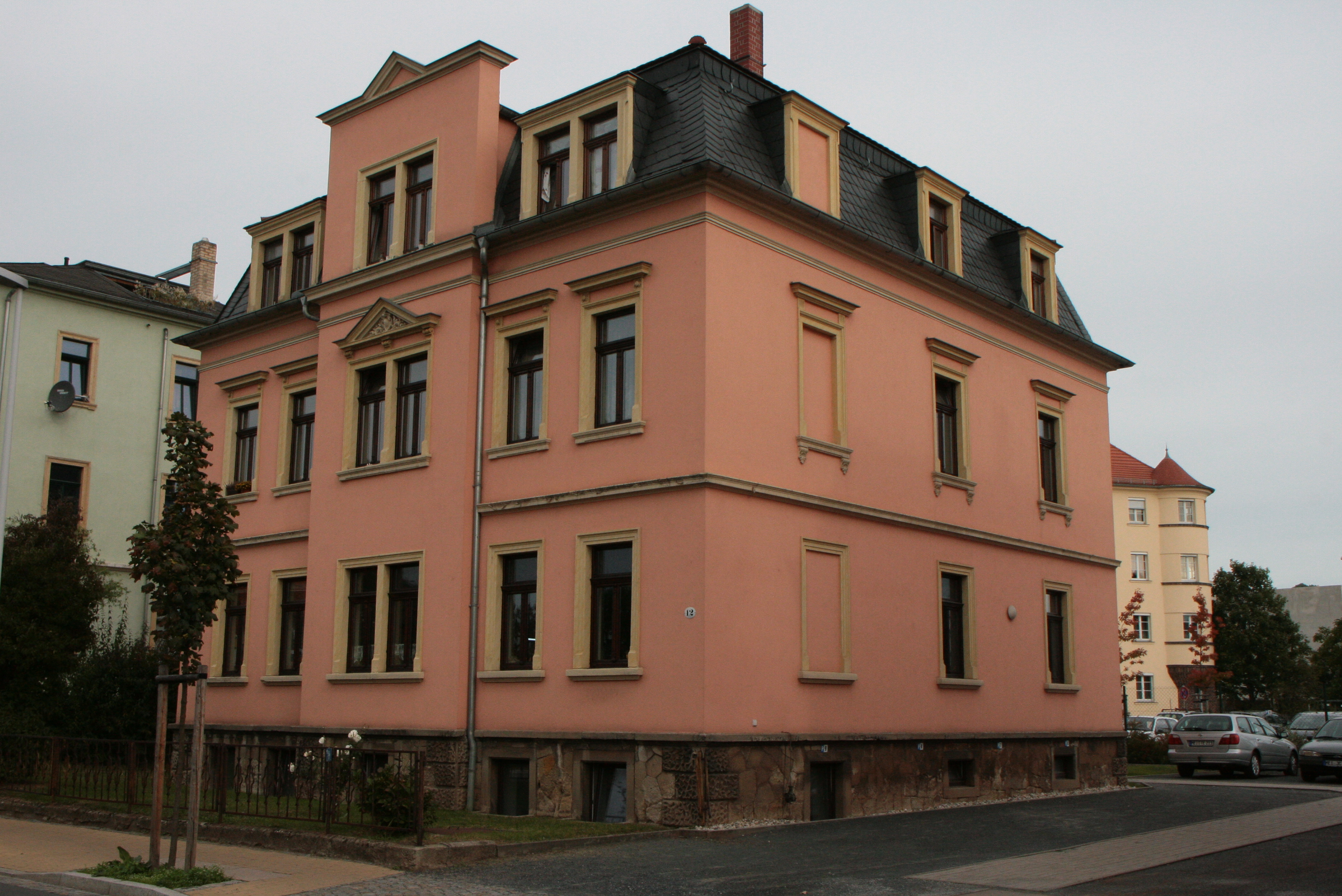
Mietshaus Gartenstraße 12

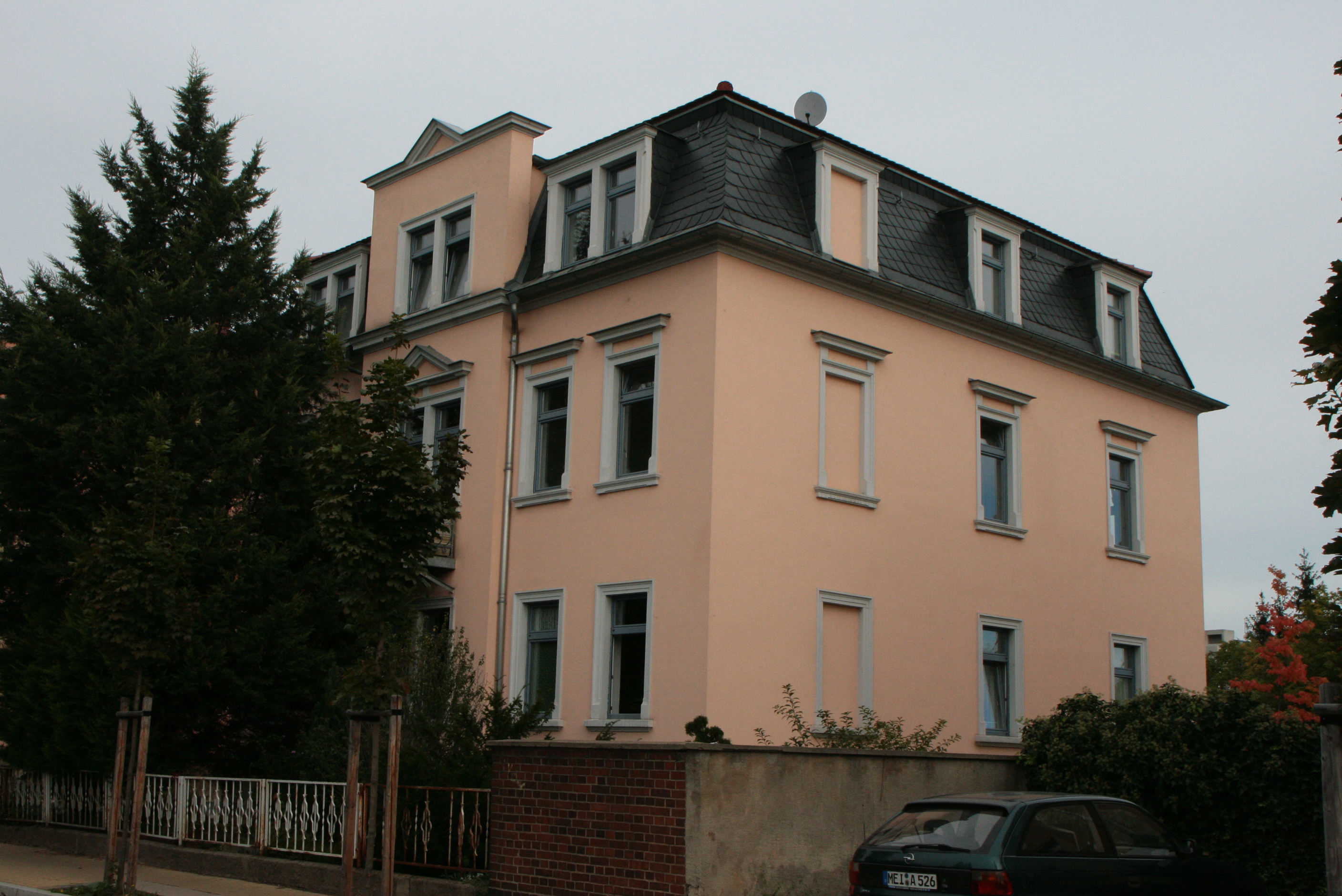
Mietshaus Gartenstraße 14

## Beschreibung
Die beiden zweigeschossigen Mietshäuser sind jeweils freistehend errichtet. Die Dachgeschosse sind jeweils voll ausgebaut und durch zahlreiche Gauben belichtet.
Die Fassaden der „zurückhaltend konventionell gestaltet[en]“ Bauten sind im Stil der Neorenaissance errichtet. Die Putzbauten werden durch Gesimse gegliedert und die Fenster durch Sandstein-Gewände mit Verdachungen eingefasst. Diese sind bei der Nr. 14 inzwischen vereinfacht, auch der Putz wurde dort vereinfacht erneuert und die Gesimse gegenüber dem Originalzustand reduziert.
Die Hauptansicht ist symmetrisch gestaltet mit einem dreigeschossigen Mittelrisalit, auf dem eine Attika mit kleinem Dreiecksgiebel bis über das ausgebaute Dachgeschoss reicht. Vor dem ersten Obergeschoss des Risalits befindet sich ein Balkon, der im Fall der Nr. 12 jedoch verlorengegangen ist.